# Франк, Люсиль
Люсиль Франк (фр. Lucile Franque; 13 сентября 1780, Лонс-ле-Сонье — 23 мая 1803) — французская художница, писательница и поэтесса.

## Биография
Урождённая Маргарита Франсуаза Люси Мессажо (фр. Marguerite Françoise Lucie Messageot) родилась в 1780 году в Лонс-ле-Сонье в семье кавалерийского офицера. Училась живописи в Париже у Пьера-Нарцисса Герена.
Дебютировала на ежегодном Парижском салоне в 1799 году с портретом Стефани де Бурбон-Конти (англ.), незаконнорожденной дочери принца Людовика Франсуа де Бурбон-Конти. Этот портрет даже в эпоху Директории был признан политически опасным, и снят с экспозиции, как проявление роялизма. 
В начале XIX века сблизилась с наиболее радикальными из числа учеников Жака Луи Давида, за одного из которых, Жана Пьера Франка, в 1802 году вышла замуж. В том же году отправила на Парижский салон картину на сюжет из «поэм Оссиана». 
Люсиль Франк также пробовала себя в литературе: написала стихотворение «Гробница Элеоноры» (фр. Tombeau d'Éléonore) и незаконченные отрывки под названием «Эссе о гармонии меланхолии и искусства» (фр. Essai sur les harmonies de la mélancolie et des arts).
В 1803 году Люсиль Франк умерла от туберкулёза.
Её единоутробная сестра Дезире Шарве вышла замуж за писателя Шарля Нодье, который был другом Жана Пьера Франка.